# Tilișca
Tilișca [ˈtiliʃca] (deutsch Tilischen, Telischen, Tilischka oder Telischka, siebenbürgisch-sächsisch Teliska, ungarisch Tiliska) ist eine Gemeinde im Kreis Sibiu, in der Region Siebenbürgen in Rumänien.
Der Ort ist auch unter den deutschen Bezeichnungen Tilisch oder Tiltschen und der ungarischen Tilska bekannt.

## Geographische Lage

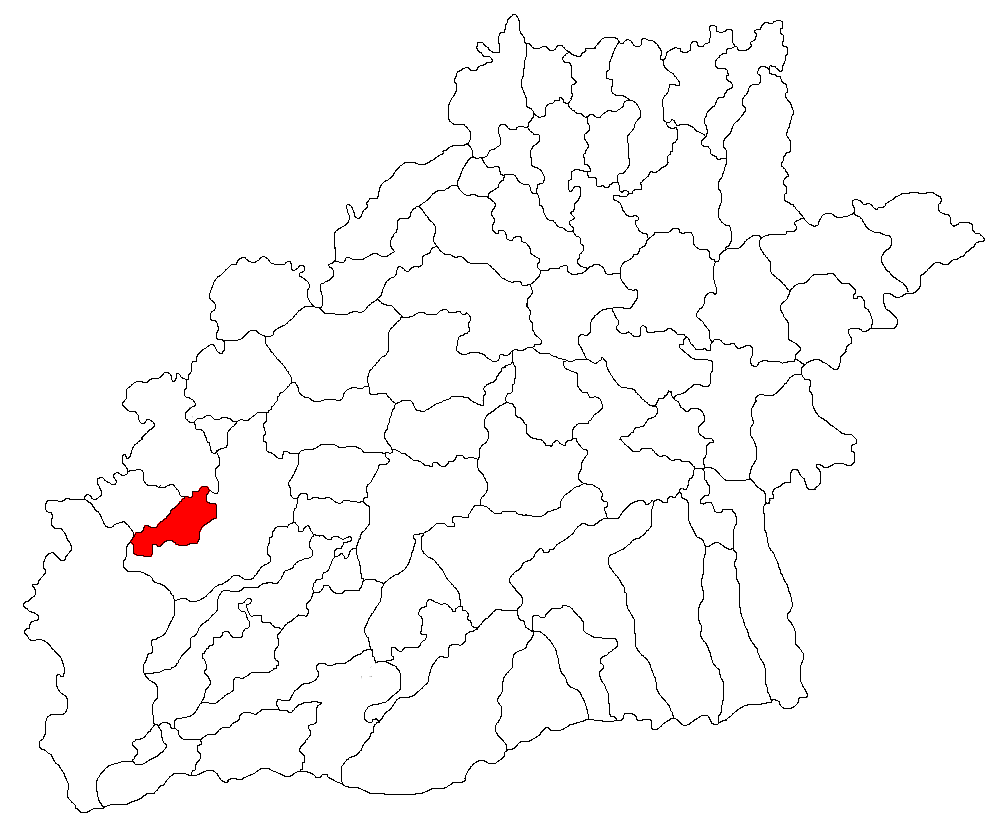
Lage der Gemeinde Tilișca im Kreis Sibiu

Der Ort Tilișca befindet sich an der Mündung des gleichnamigen Gebirgsbaches in den Negru, ein linker Nebenfluss des Cibin, in der Mărginimea Sibiului, nordöstlich vom Zibinsgebirge (Munții Cibin).
An der Kreisstraße (drum județean) DJ 106E, etwa vier Kilometer westlich von der Kleinstadt Săliște, liegt der Ort ca. 25 Kilometer westlich von der Kreishauptstadt Sibiu (Hermannstadt) entfernt.

## Geschichte
Der Ort Tilișca wurde 1366 erstmals urkundlich erwähnt. Im historischen Hermannstädter Stuhl gelegen, war Tilișca dem Filialstuhl Selischte – der heutigen Kleinstadt Săliște – zugeordnet. Nach Berichten von M. Roska und G. Téglás deuten archäologische Funde auf dem Berg Lidi, auf eine Besiedlung der Region in die Frühgeschichte. Auf dem von den Einheimischen genannten Berg Cățânaș wurden bei archäologischen Grabungen nach Angaben von K. Horedt, I Marțian und P. Király, Funde einer mittelalterlichen Burg gemacht.
Die Hauptbeschäftigung der Bevölkerung ist die Schafzucht.

## Bevölkerung
Seit der Aufnahme von 1850 wurden auf dem Gebiet der heutigen Gemeinde fast ausschließlich Rumänen registriert. 1850 waren es 4.402 Menschen, davon 105 Roma, gleichzeitig auch die höchste Bevölkerungsanzahl beider Ethnien. Seitdem fiel die Anzahl der Bevölkerung stetig, sodass bei der Volkszählung 1992 1.899 und 2002 1.662 Menschen registriert wurden. Die höchste Anzahl der Rumäniendeutschen (6) wurde 1850 und die der Magyaren (3) 1956 und 1992 registriert. Des Weiteren wurde 1930 ein Serbe registriert. 2011 wurden 1.574 Menschen gezählt. 1.531 waren Rumänen, 16 Roma, restliche machten keine Angaben zu ihrer Ethnie.

## Sehenswürdigkeiten
- Die Holzkirche Sfinții Arhangheli Mihail și Gavriil, 1782 errichtet, steht unter Denkmalschutz.[9]
- Ein Wegekreuz im Gemeindezentrum und zwei im eingemeindeten Dorf Rod, im 19. Jahrhundert errichtet, stehen unter Denkmalschutz.[9]
- Im eingemeindeten Dorf Rod stehen ein Holzhaus von 1825 und zwei andere, im 19. Jahrhundert errichtet, unter Denkmalschutz.[9]

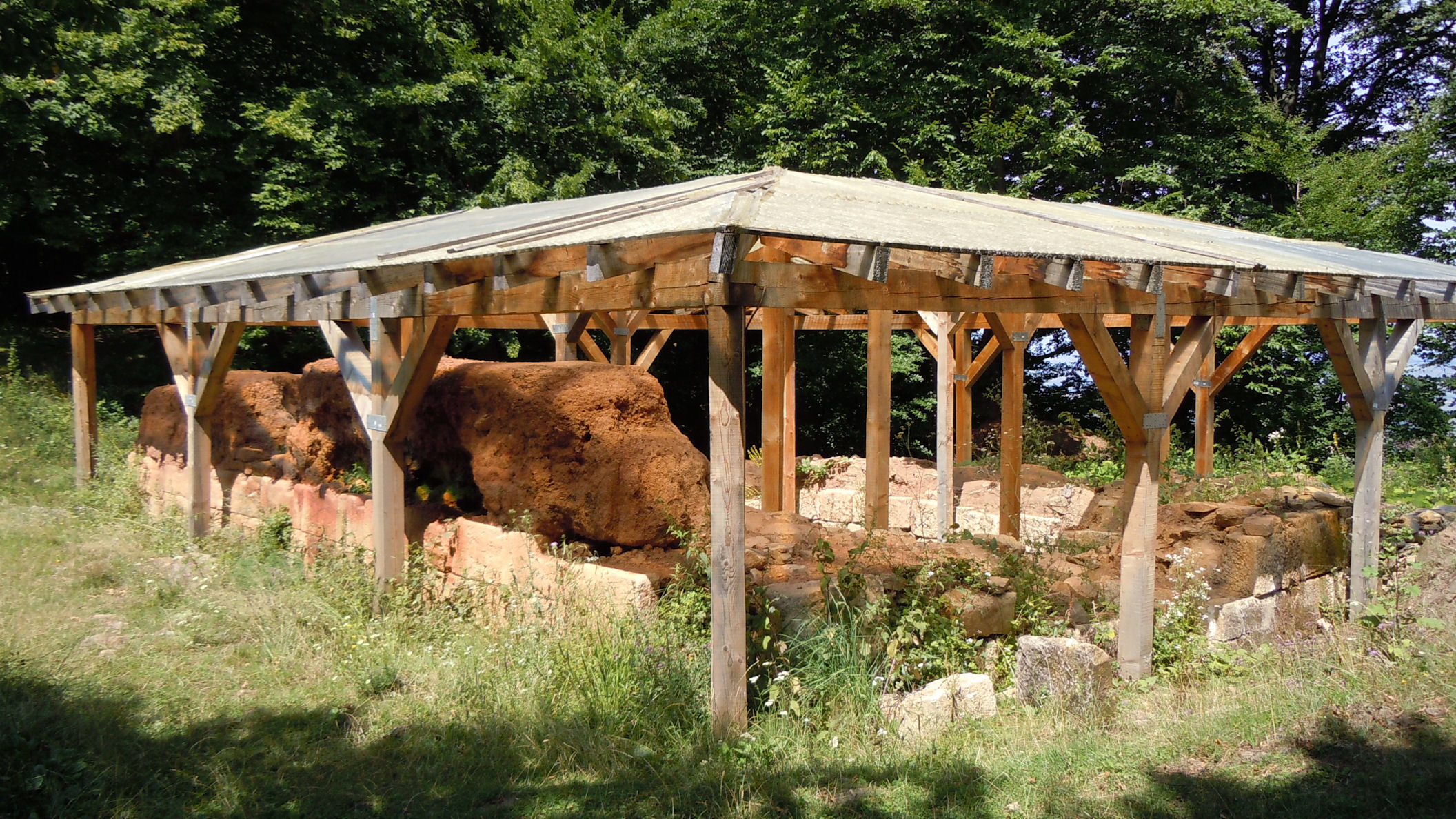
Reste einer dakischen Burg
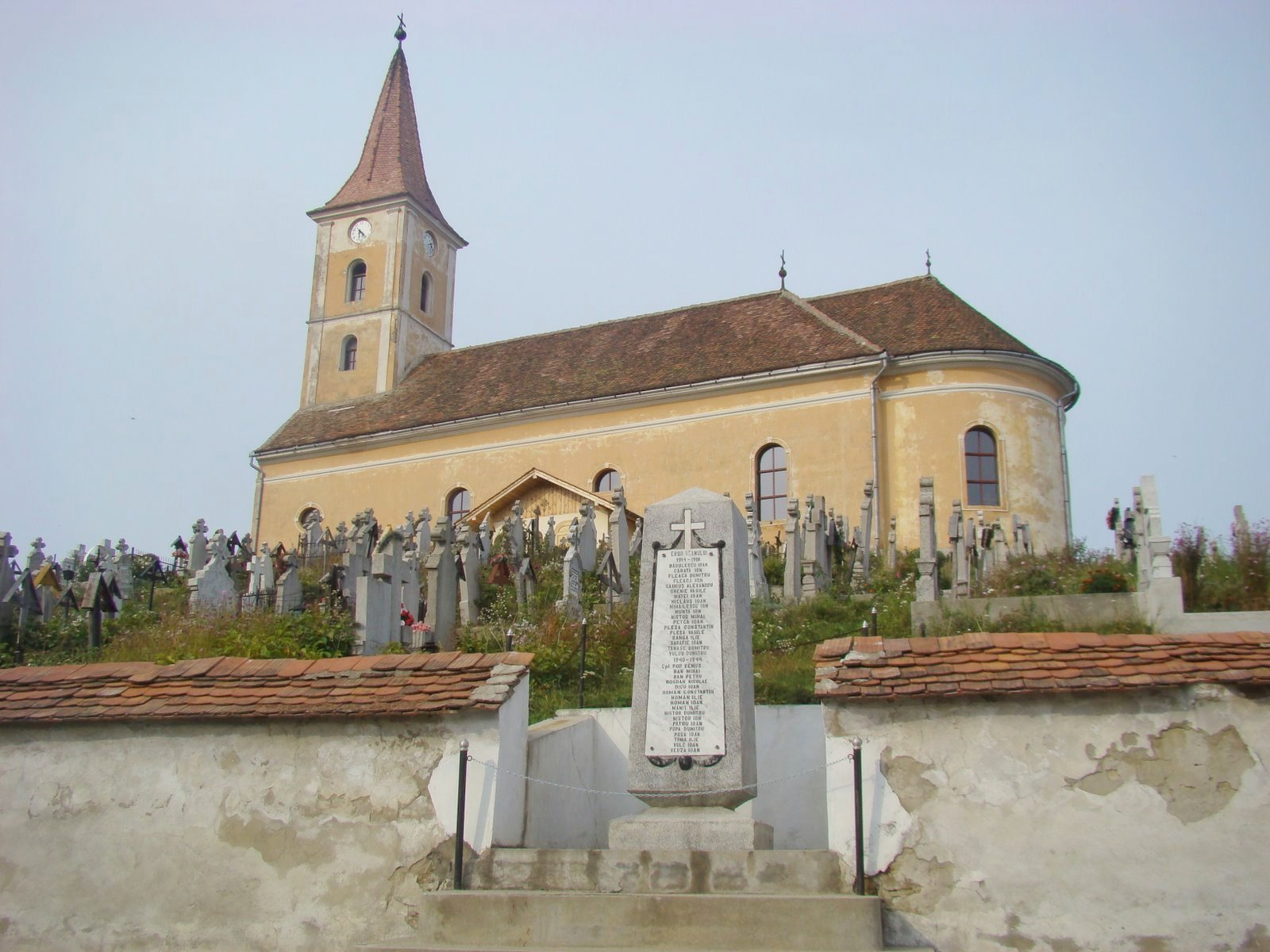
Kirche in Rod
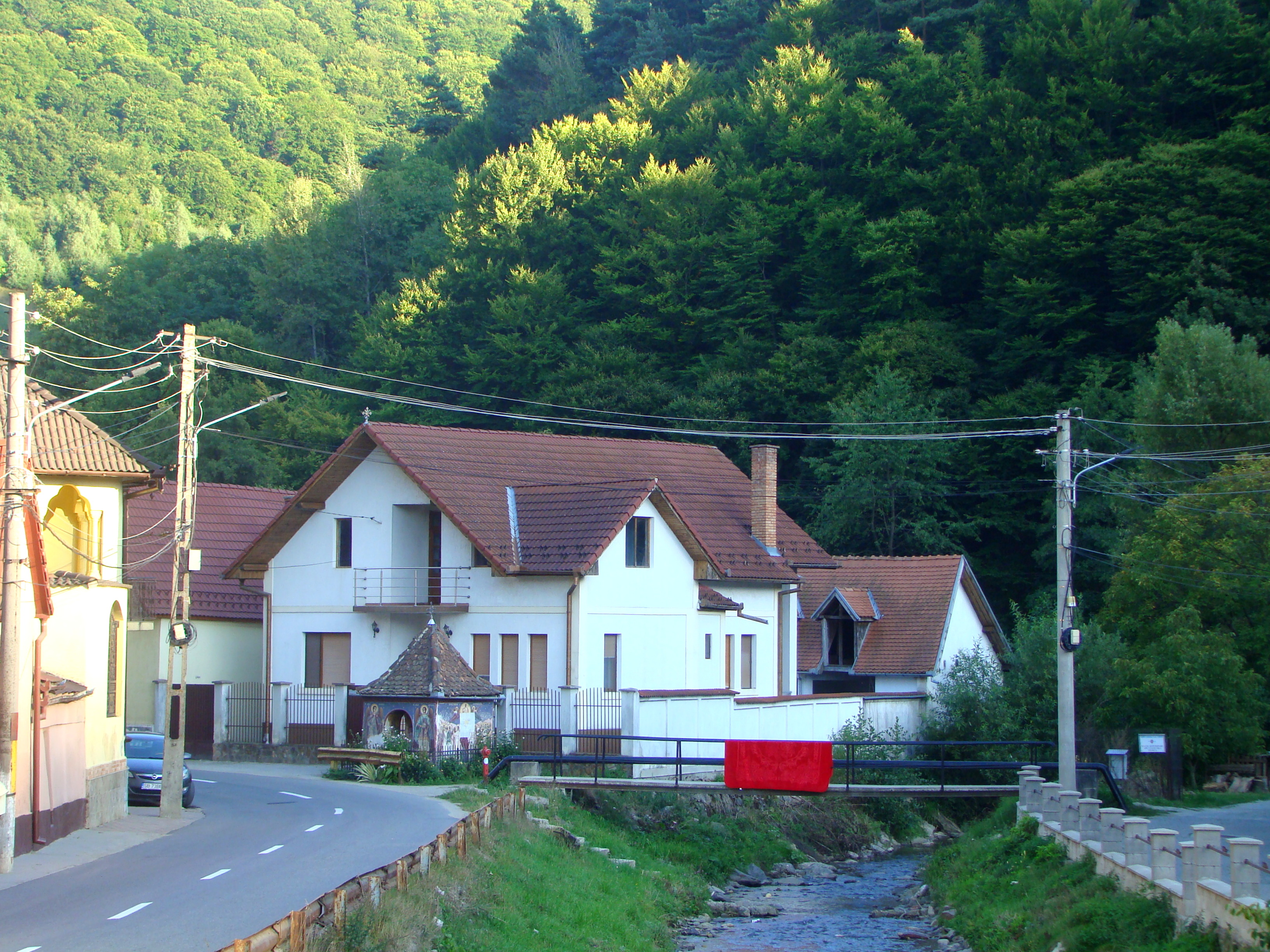
Wegekreuz in Tilișca